# Anua mejanesi
Anua mejanesi är en fjärilsart som beskrevs av Achille Guenée 1852. Anua mejanesi ingår i släktet Anua och familjen nattflyn. Inga underarter finns listade i Catalogue of Life.